# 安德烈·伊格达拉
安德烈·泰勒·伊古達拉（英語：Andre Tyler Iguodala，1984年1月28日—），前美國職業籃球運動員，司職小前鋒或得分後衛。2004年NBA选秀中被費城76人以首輪第九順位選中。2014-15賽季隨金州勇士獲得NBA总冠军，並當選NBA总决赛MVP。2010年及2012年隨美國隊獲得2010年世錦賽和2012年奧運會的男子籃球冠軍。在2023年10月20日宣布退役。

## NBA生涯

### 費城76人 (2004-2012)

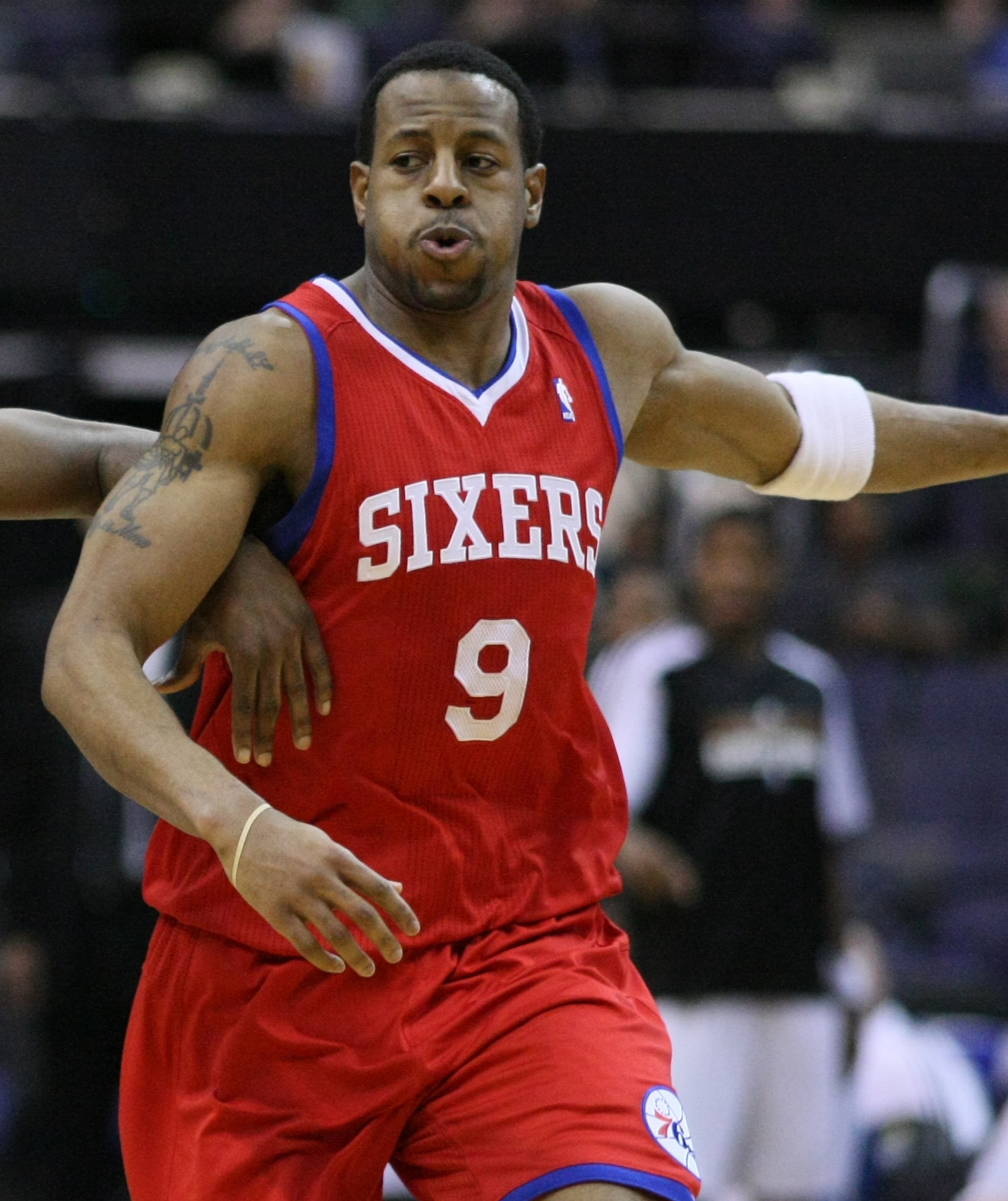
76人时期的伊格达拉

2004年NBA選秀，安德烈·伊格达拉在首輪第九順位被費城76人隊選中。與艾倫·艾佛森組成“雙AI聯線”。
2005年5月6日，NBA公布了2004-05賽季最佳新秀陣容，安德烈·伊格达拉入選最佳新秀陣容一隊。
2006年1月22日，在客场对阵明尼蘇達木狼的比赛中，伊格达拉投中一記壓哨球，助球隊以86-84獲勝。
2006年2月18日，在NBA明星周末的新秀挑戰賽中，二年生隊以106-96擊敗了新秀隊，安德烈·伊格达拉拿下全場最高的30分、6個籃板和3次助攻，榮獲NBA新秀挑戰賽的最有價值球員。
2006年12月20日，艾倫·艾佛森離開76人，安德烈·伊格达拉正式成為球隊的領袖。
2007年12月22日，在客场对阵曼菲斯灰熊的比赛中，伊格达拉投中一記壓哨球，助球隊以99-97獲勝。
2009年3月17日，在客场对阵洛杉磯湖人的比赛中，伊格达拉投中一記終場逆轉壓哨三分球，助球隊以94-93獲勝。
2009年4月19日，在2009年季後賽首輪第一場比賽中，安德烈·伊格达拉終場前2.2秒跳投命中，助費城76人在客場以100-98逆轉擊敗奧蘭多魔術，搶得主場優勢。
2011年5月10日，NBA官方公布了2010-11賽季常規賽最佳防守陣容，安德烈·伊格达拉入選最佳防守陣容二隊。
2012年2月10日，NBA官方公布了2012年明星賽的替補名單，安德烈·伊格达拉入選東部聯盟替補陣容，職業生涯首次入選全明星。
2012年5月11日，在2012年季後賽首輪費城76人與芝加哥公牛的關鍵之戰中，安德烈·伊格达拉在終場前2.2秒兩罰兩中，全場得到20分7次助攻，幫助球隊以总比分4：2淘汰對手，創造了NBA歷史上第五次“老八傳奇”。然而在東區半決賽與傳統強隊波士頓塞爾提克大戰7場後被對方淘汰。

### 丹佛金塊 (2012-2013)
2012年8月11日，在一個涉及洛杉磯湖人、奧蘭多魔術、丹佛金塊、費城76人四隊的的交易中（相關球員包括德懷特·霍華德和安德鲁·拜纳姆），伊格達拉被送至金塊。
2013年1月24日，在金塊與休士頓火箭的比賽中，的職業生涯總得分破萬。
2013年4月5日，伊格达拉終場前2.8秒投中制勝球幫助金塊險勝達拉斯小牛。這是他在金塊第一次於比賽第四節或者加時賽剩餘5秒鐘以內投中制勝一球，也是他職業生涯中第四次的制勝球。
2013年4月11日，金塊在主場以96-86擊敗聖安東尼奧馬刺，伊格达拉全場得到12分、13個籃板和10次助攻的大三元數據，幫助金塊取得創隊史紀錄的主場21連勝。
雖然金塊在季後賽首輪被金州勇士淘汰，但伊格達拉也被不少球隊鎖定。
2013年6月29日，伊格达拉正式宣布跳出最後一年合約，投身自由市場。

### 金州勇士 (2013-2019)
2013年7月9日，伊格达拉签下了一张为期4年4800万的合约，以先签后换的方式，透过三方交易（金州勇士、丹佛金塊和猶他爵士）来到了勇士。

#### 2013-14賽季
2013年11月5日，勇士客场110:90大胜費城76人的比赛中，安德烈·伊格达拉命中了7个三分球，刷新了个人职业生涯的单场三分球命中数纪录。
2013年11月14日，在勇士隊主场对阵俄克拉何马城雷霆的比赛中，伊格达拉投中一記終場逆轉壓哨球，助勇士隊以116-115獲勝。
2014年1月3日，在勇士客场对阵亞特蘭大老鷹的比赛中，伊格达拉又再度投中一記終場逆轉壓哨三分球，助勇士以101-100獲勝。
2014年6月3日，NBA官方正式公布2013-14赛季的最佳防守阵容，伊格达拉入选最佳防守阵容一隊。

#### 2014-15賽季

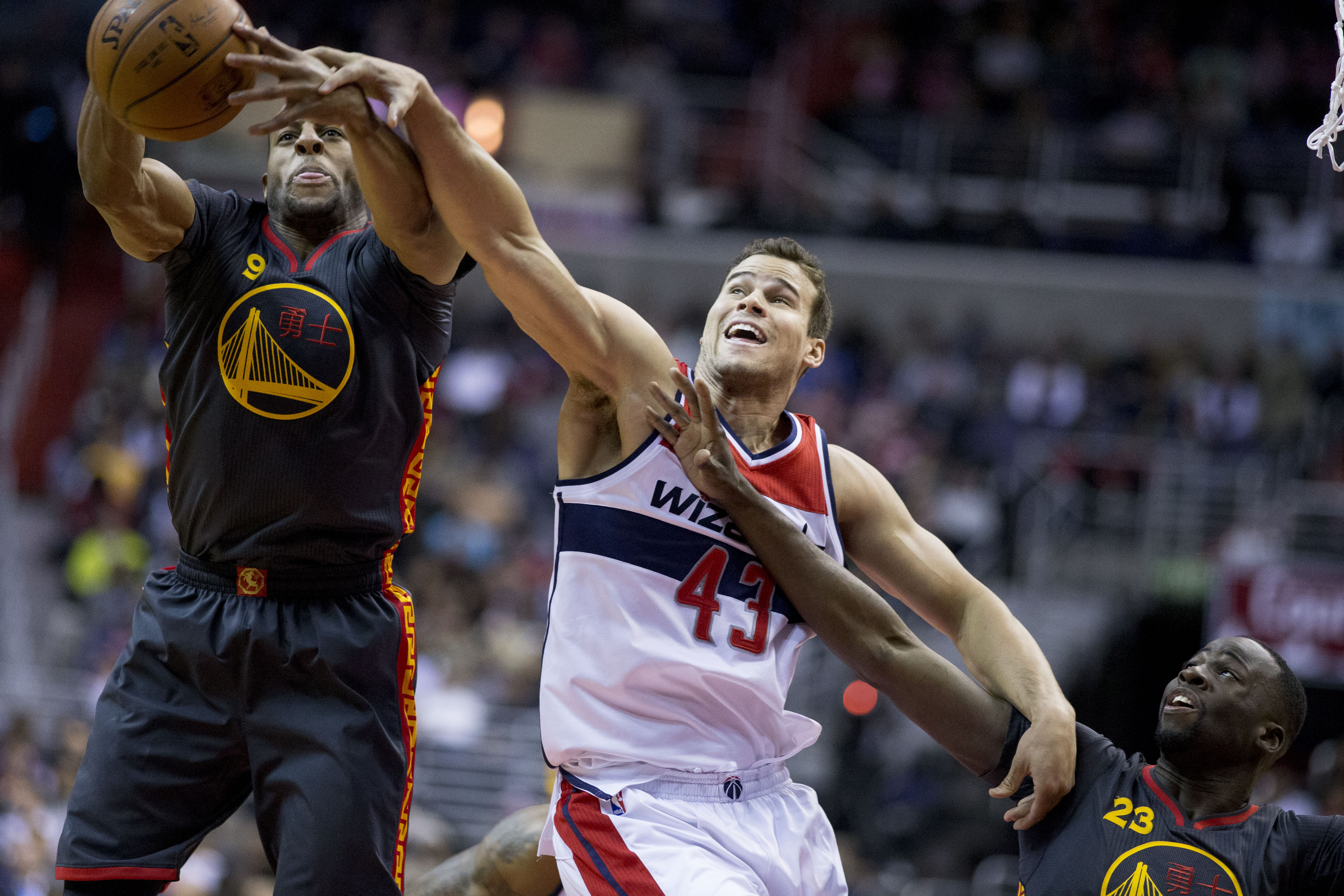
2015年2月伊格达拉對陣奇才队

2014-15赛季，勇士隊新任總教練史蒂夫·科尔在陣容上作出調整，由哈里森·巴恩斯出任先發小前鋒，將伊格达拉設定為第六人的角色，在這之前他已擔任806場例行賽先發。
2014年11月27日，在勇士客场对阵奧蘭多魔術的比赛中，伊格达拉的三分球4投3中，生涯三分球总命中数达到728个，超越主教練史蒂夫·科尔球员时期的三分球总命中数纪录。

##### FMVP
勇士在2015年季後賽成為西部聯盟冠軍，總決賽面對的是由勒布朗·詹姆斯領軍的克里夫蘭騎士。
前三戰結束時，勇士以一勝二敗落後。不論是尚恩·李文斯頓、克雷·湯普森，甚至是當家防守王牌德雷蒙德·格林，都無法壓制勒布朗·詹姆斯。勇士教練團決定採取徹底的小球戰術，將三戰下來效率極高的伊格达拉在第四戰改為先發，取代表現不如預期的先發中鋒安德鲁·博古特，而這是伊格达拉本季首次擔任先發。第四戰伊格达拉攻下本季單場個人新高的22分，全場15投8中並包括四個三分球，幫助勇士扳成2平。最後勇士順利封王，功勞最大的伊格达拉获得NBA总决赛MVP，並成為NBA史上第一位例行賽完全未先發上場過而獲得總決賽MVP的選手，同時也是第一位於總決賽系列裡不是每場先發、但最後獲得總決賽MVP的球員。
伊格达拉獲獎原因是攻防兩端的優異表現，整個系列賽平均每場攻下16.3分、4助攻與5.8籃板，而防守端他負責看管騎士王牌LBJ，雖然不代表能限制勒布朗·詹姆斯的火力，但勒布朗·詹姆斯在伊格达拉上場時的命中率為38.1%，未上場時則提升到44%，足以說明他的防守貢獻。

#### 2015-16賽季
2015年11月12日，勇士在客场以100-84战胜孟菲斯灰熊，伊古達拉的职业生涯三分球总命中数达到800个。
在總冠軍賽時，伊古達拉因為背部舊傷，無法如去年一般有效箝制詹姆士。

#### 2016-17賽季
成為自由球員的伊古達拉在7月1日便與諸多球隊會晤。
2017年7月2日，伊古達拉迅速與勇士續約，保障了勇士與其他球員接洽的工作效率。伊古達拉簽下了3年4800萬的新合約，繼續留在勇士。

## 職業生涯數據

### NBA例行賽數據統計
| 賽季      | 球隊     | GP   | GS  | MPG  | FG%  | 3P%  | FT%   | RPG | APG | SPG | BPG  | PPG  |
| --------- | -------- | ---- | --- | ---- | ---- | ---- | ----- | --- | --- | --- | ---- | ---- |
| 2004–05   | PHI      | 82   | 82  | 32.8 | 49.3 | 33.1 | 74.3  | 5.7 | 3.0 | 1.7 | 0.6  | 9.0  |
| 2005–059  | PHI      | 82*  | 82  | 37.6 | 50.0 | 35.4 | 75.4  | 5.9 | 3.1 | 1.6 | 0.3  | 12.3 |
| 2006-07   | PHI      | 76   | 76  | 40.3 | 44.7 | 31.0 | 82.0  | 5.7 | 5.7 | 2.0 | 0.4  | 18.2 |
| 2007–08   | PHI      | 82*  | 82* | 39.5 | 45.6 | 32.9 | 72.1  | 5.4 | 4.8 | 2.1 | 0.6  | 19.9 |
| 2008–09   | PHI      | 82*  | 82* | 39.9 | 47.3 | 30.7 | 72.4  | 5.7 | 5.3 | 1.6 | 0.4  | 18.8 |
| 2009–10   | PHI      | 82*  | 82* | 38.9 | 44.3 | 31.0 | 73.3  | 6.5 | 5.8 | 1.7 | 0.7  | 17.1 |
| 2010–11   | PHI      | 67   | 67  | 36.9 | 44.5 | 33.7 | 69.3  | 5.8 | 6.3 | 1.5 | 0.6  | 14.1 |
| 2011–12   | PHI      | 62   | 62  | 35.6 | 45.4 | 39.4 | 61.7  | 6.1 | 5.5 | 1.7 | 0.5  | 12.4 |
| 2012–13   | DEN      | 80   | 80  | 34.7 | 45.1 | 31.7 | 57.4  | 5.3 | 5.4 | 1.7 | 0.7  | 13.0 |
| 2013–14   | GSW      | 63   | 63  | 32.4 | 48.0 | 35.4 | 65.2  | 4.7 | 4.2 | 1.5 | 0.3  | 9.3  |
| 2014–15†  | GSW      | 77   | 0   | 26.9 | 46.6 | 34.9 | 59.6  | 3.3 | 3.0 | 1.2 | 0.3  | 7.8  |
| 2015–16   | GSW      | 65   | 1   | 26.6 | 47.8 | 35.1 | 61.4  | 4.0 | 3.4 | 1.1 | 0.3  | 7.0  |
| 2016–17†  | GSW      | 76   | 0   | 26.3 | 52.8 | 36.2 | 70.6  | 4.0 | 3.4 | 1.0 | 0.5  | 7.6  |
| 2017–18†  | GSW      | 64   | 7   | 25.3 | 46.3 | 28.2 | 63.2  | 3.8 | 3.3 | 0.8 | 0.6  | 6.0  |
| 2018–19   | GSW      | 68   | 13  | 23.2 | 50.0 | 33.3 | 58.2  | 3.7 | 3.2 | 0.9 | 0.8  | 5.7  |
| 2019–20   | MIA      | 21   | 0   | 19.9 | 43.2 | 29.8 | 40.0  | 3.7 | 2.4 | 0.7 | 1.0' | 4.6  |
| 2020–21   | MIA      | 63   | 5   | 21.3 | 38.3 | 33.0 | 65.8  | 3.5 | 2.3 | 0.9 | 0.6  | 4.4  |
| 2021–22 † | GSW      | 31   | 0   | 19.5 | 38.0 | 23.0 | 75.0  | 3.2 | 3.7 | 0.9 | 0.7  | 4.0  |
| 2022–23   | GSW      | 8    | 0   | 14.1 | 46.7 | 11.1 | 66.7' | 3.1 | 2.4 | 0.5 | 1.4  | 2.1  |
| 職業生涯  | 職業生涯 | 1231 | 784 | 32.1 | 46.3 | 33.0 | 70.9  | 4.9 | 4.2 | 1.4 | 0.5  | 11.3 |

## 国家队

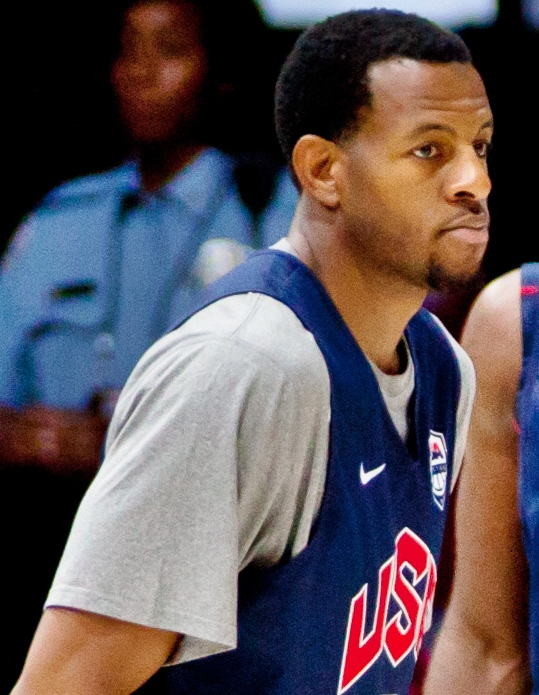
美国队中的伊格达拉

2000年夏天，伊格达拉参加全美17岁以下篮球锦标赛，决赛中命中压哨绝杀，帮助球队捧起冠军，同时当选最有价值球员。
2008年，伊格达拉入选美国队陪练队，2009年他参加了美国队举办的迷你训练营。
2010年8月25日，伊格达拉入选美国队出征2010年土耳其世锦赛12人最终名单。
2010年9月13日，美国队在2010年世锦赛决赛中以81-64击败东道主的土耳其队，时隔16年重夺世锦赛冠军。
2012年7月8日，伊格达拉入选参加2012年伦敦奥运会的12人名单。
2012年8月13日，在2012年奥运会男子篮球决赛中，美国梦十队经过四节苦战，以107：100战胜西班牙队，成功卫冕。

## 名人軼事
- 2004年，安德烈·伊格达拉剛加盟費城76人的時候，他選擇的球衣號碼是“4”號。2005年2月，薩克拉門托國王的球星克里斯·韋伯與費城76人當時的“9”號球員肯尼·托马斯（英语：Kenny Thomas (basketball)）互相轉換球隊，伊格达拉主動讓出了“4”號球衣（韋伯在薩克拉門托國王的背號），並作出了善意的解釋：“我是2004年NBA選秀的第9順位，喜歡“9”號已經很久了。這筆交易最大的好處是我們都得到了自己想要的號碼。”為了表示對伊格达拉讓出“4”號球衣的感謝，韋伯送給了伊格达拉一個勞力士手錶。

## 外部連結
- 安德烈·伊格达拉在fiba.basketball（英语）
- 安德烈·伊格达拉在archive.fiba.com（存檔）（英语）
- 安德烈·伊格达拉在NBA官網（英语）
- 安德烈·伊格达拉在Basketball-Reference.com（NBA）（英语）
- 安德烈·伊格达拉在Basketball-Reference.com（國際）（英语）
- 安德烈·伊格达拉在Sports-Reference.com（NCAA）（英语）
- 安德烈·伊格达拉在ESPN（NBA）（英语）
- 安德烈·伊格达拉在Eurobasket.com（球員）（英语）
- 安德烈·伊格达拉在Proballers（英语）
- 安德烈·伊格达拉在RealGM（英语）
- 安德烈·伊格达拉在Olympedia（英语）

| 前任： 科懷·倫納德   | NBA總決賽最有價值球員 2015年 | 繼任： 勒布朗·詹姆斯 |
| 前任： 卡梅隆·安东尼 | NBA新秀挑戰賽MVP 2005-06     | 繼任： 大卫·李       |